# Trachipterus
I pesci nastro (Trachipterus) sono un genere di pesci della famiglia Trachipteridae.

## Specie
- Trachipterus altivelis Kner, 1859
- Trachipterus arcticus (Brünnich, 1771)
- Trachipterus fukuzakii Fitch, 1964
- Trachipterus ishikawae Jordan & Snyder, 1901
- Trachipterus jacksonensis (Ramsay, 1881)
- Trachipterus trachypterus (Gmelin, 1789)